# Chasmoptera superba
Chasmoptera superba is een insect uit de familie van de Nemopteridae, die tot de orde netvleugeligen (Neuroptera) behoort. 
Chasmoptera superba is voor het eerst wetenschappelijk beschreven door Tillyard in 1925.